# Хотча
Хотча або Гоча (словац. Chotča) — село в Словаччині, Стропковському окрузі Пряшівського краю. Розташоване в північно-східній частині Словаччини в Низьких Бескидах, в долині річки Хотчанки.
Уперше згадується у 1408 році.

## Пам'ятки
У південній частині села є римо-католицький костел Найсвятішого Серця Ісуса з 1910 року в стилі сецесії. У північній частині є греко-католицька церква святих Петра і Павла з 1969 року в стилі бароко.

## Населення
| Рік:            | 1994. | 2004.   | 2014.   | 2024.    |
| --------------- | ----- | ------- | ------- | -------- |
| Кількість осіб: | 529   | 569     | 590     | 652      |
| Різниця:        |       | +7,56 % | +3,69 % | +10,50 % |

| Рік:            | 2023. | 2024. |
| --------------- | ----- | ----- |
| Кількість осіб: | 652   | 652   |
| Різниця:        |       | +0 %  |

У селі проживає 556 осіб.
У 1880 році в селі проживала 261 особа, з них 225 осіб вказало рідною мовою словацьку, 8 русинську, 10 осіб були німі а 18 чужинців. Релігійний склад: 194 римо-католики, 41 греко-католиків, 26 юдеїв.
У 1910 році в селі проживало 335 осіб, з них 215 осіб вказало рідною мовою словацьку, 78 русинську, 34 німецьку, 8 іншу. Релігійний склад: 165 римо-католиків, 139 греко-католиків, 31 юдеїв. 
Національний склад населення (за даними останнього перепису населення — 2001 року):
- словаки- 95,98 %
- русини- 2,10 %
- українці- 1,22 %
- чехи- 0,35 %

Склад населення за приналежністю до релігії станом на 2001 рік:
- римо-католики- 54,37 %,
- греко-католики- 40,91 %,
- православні- 2,80 %,
- протестанти (еванєлики)- 0,17 %,
- не вважають себе віруючими або не належать до жодної вищезгаданої церкви: 1,22 %

Село має змішаний мовний та релігійний характер та два цвитнарі, у кожній з частин по одному. Дані з обох цвитнарів свідчать про те, що село зазнало сильний іміграційний потік з північної Лемківщини.